# Матерія і пам'ять
Матерія і пам'ять (фр. Matière et Mémoire) - робота французького філософа Анрі Бергсона. Твір розглядає різні функції та форми пам'яті й на цій основі також дає відповідь на проблему співвідношення тіла і розуму. Трактат, який спирається на концепцію часу Бергсона (1889), з'явився у 1896 році і є однією з чотирьох головних праць філософа. 

## Зміст

### Загальна інформація
Як анонсує підзаголовок книги (Essai sur la relation du corps à l'esprit, англ.: A Treatise on the Relationship between Body and Mind), Бергсон підходить до проблеми взаємозв'язку тіла і розуму через аналіз функціонування пам'яті. Бергсон поклав око на книгу Теодуля Рібо "Життя та його руйнування" (1881). Рібо стверджує, що висновки неврології доводять, що пам'ять знаходиться в нервовій системі людини і тому є матеріальною. Бергсон заперечує проти такого зведення пам'яті до матерії і стверджує, що пам'ять має фундаментальну ментальну природу. Мозок узгоджує свій вміст з тим, що йому дано наразі, і постійно вставляє необхідний для орієнтації вміст пам'яті в дії людини в процесі, що відбувається. Таким чином, вона спочатку виконує практичну функцію, в центрі якої знаходиться тіло.
При пошкодженні мозку стирається в першу чергу не пам'ять, а в практичних ситуаціях втрачається місткість пам'яті, тобто здатність витягувати вміст пам'яті ("втілювати", як каже Бергсон). Вони продовжують існувати, але недієздатні. Тому мозок вже не може повноцінно виконувати своє практичне завдання. 

### Форми пам'яті
Бергсон розрізняє дві форми пам'яті: звична пам'ять повторює минуле, не розуміючи його як минуле. Він використовує раніше набуті навички для вирішення поточних завдань і функціонує значною мірою автоматично. Його функціонування настільки вписано в організм, що про нього не потрібно свідомо згадувати. На думку Бергсона, це можна побачити, наприклад, у завчених віршах, які можна декламувати механічно, так би мовити, не замислюючись над ними спеціально. Бергсон називає цю пам'ять про ноу-хау звичною пам'яттю.
Інша пам'ять - це чиста пам'ять або пам'ять пригадування. Вона зберігає досвід у вигляді пам'яті-образів, які репрезентують цей досвід. В пам'яті, однак, цей досвід також визнається минулим. Вона служить спогляданню і формуванню теорії і в цьому абсолютно вільна. Вона повністю ментальна і тому втілює в собі реальну пам'ять. Стосовно наведеного вище прикладу, пам'ять може пам'ятати про те, що щось було вивчено напам'ять. Вона може класифікувати це як минулу подію і розуміє, що засвоєний зміст не є вродженим. 

### Метафізичні наслідки
Бергсон звинувачує метафізиків у тому, що вони ставлять лише несуттєві питання і, до того ж ставлять їх некоректно. Хоча традиційні проблеми метафізики залишаються цікавими для філософа, Бергсон хоче переосмислити підхід до цих проблем з нуля. Кожен з його чотирьох основних трактатів відповідає конкретно на центральну метафізичну проблему. У праці "Матерія і пам'ять" йдеться про зв'язок між розумом і тілом, проблему, яку Декарт формулює в термінах розрізнення між res cogitans (думкою, розумом) і res extensa (протяжною матерією). Однак для Бергсона це розрізнення не є достатнім.
Філософ розрізняє розум і тіло на рівні реальності, але робить це розрізнення не просторово, як Декарт, а часово. Розум - це місце минулого, тіло формує місце теперішнього. Тому розум завжди закріплений в минулому і не проєктується в теперішнє: він обробляє теперішнє виключно з позиції минулого. Усвідомлювати щось - означає висвітлювати це в знанні минулого. Той, хто обмежується зовнішнім стимулом, не усвідомлює того, що він робить. Він тільки у фізичному, тобто в теперішньому часі. Для того, щоб щось досягло свідомості, повинен пройти певний проміжок часу між сприйняттям стимулу і реакцією на нього. Саме в цей проміжний період відбувається усвідомлення. Вона відбувається з минулого, яке висвітлює сьогодення і розглядає майбутнє. Це показує, що три форми часу - минуле, теперішнє і майбутнє - відбуваються через єдність розуму і тіла. Чим більше розум відсувається в минуле, тим більше ми усвідомлюємо себе. Чим більше людина занурена у справи, тим більше вона перебуває у теперішньому, тобто у фізичному часі. Хоча можна бути іноді більше в одному часі, іноді більше в іншому, але ніколи не буває виключно в одному чи іншому. Справжня увага, з іншого боку, вимагає, щоб людина діяла з повною розумовою і повною фізичною віддачею. На думку Бергсона, "імпульсивні особистості" показують, як свідомість може відійти на задній план перед безпосереднім поглинанням речами та діями. Це перетворює питання про причинність дії, тобто питання про свободу і детермінованість людських вчинків, на питання практики: людина розв'язує зазначену проблему через свій творчий розвиток.